# سكوت سميث (سياسي كندي)
سكوت سميث هو سياسي كندي، ولد في 1959. انتخب عضو المجلس التنفيذي لمانيتوبا ‏.